# 名鉄バス知立営業所
名鉄バス知立営業所（めいてつバスちりゅうえいぎょうしょ）は、愛知県知立市鳥居にある名鉄バスの営業所。略称は知。

## 沿革
- 1967年（昭和42年）10月24日：開設。
- 2005年（平成17年）4月1日：鳴海管理所廃止に伴い、管轄路線を移管。
- 2005年（平成17年）9月28日：改築。
- 2022年（令和4年）2月1日：名古屋市内を運行する区間に限り、同市が発行する敬老パスと福祉特別乗車券が利用できるようになった。ただし無料乗車ではなく、一旦利用者が運賃を支払い、後日名古屋市から利用相当額が支給される[1][2]。

## 概説
愛知県知立市を中心に、豊明市、刈谷市、名古屋市緑区などの路線を受け持つ。
豊明市コミュニティバス（ひまわりバス）や刈谷市公共施設連絡バス（かりまる）などの委託運行を受け持っている。2011年までは中京競馬場での競馬開催日に名鉄中京競馬場前駅から中京競馬場まで運行されていた無料シャトルバスも担当していた。
ナンバープレートは「三河」である。
名鉄知立駅から徒歩10分。 過去には知立 - 大府駅前 - 有松駅前線に「知立車庫前」バス停が存在した。現在の最寄りバス停はミニバスの「宝3丁目」から徒歩2分、あるいは「秋田病院」か「福祉体育館南」から徒歩5分。

## 現行路線
知立営業所の所管路線は大きく鳴海地区、前後・知立地区、安城・岡崎地区に分かれており、それぞれ独立した路線網が形成されている。互いの地区を直接繋ぐ路線は運行されていない。

### 愛教大線
- 【11】(快速) 知立駅 - 愛知教育大前
- 【20】知立駅 - トヨタ車体前
- 【21】知立駅 - トヨタ車体前 - 愛知教育大前
- 【22】知立駅 - トヨタ車体前 - 愛知教育大前 - 愛知教育大学附属高校前
- 【23】知立駅 - トヨタ車体前 - 愛知教育大前 - 祐福寺 - 日進駅
- 【24】知立駅 - トヨタ車体前 - 愛知教育大前 - 三好 - イオン三好店アイモール前

2012年9月30日までは三好止まりだった。
- 【25】知立駅 - トヨタ車体前 - 愛知教育大前 - 祐福寺 - ららぽーと愛知東郷 -  日進駅

知立駅から愛知県道54号豊田知立線を経由して刈谷市北部、みよし市、日進市方面とを結ぶ路線。愛知教育大前までは利用者が多いため日中でも平日は毎時4本、土休日は毎時3本程度運行されている。日進駅行きとアイ・モール三好行きが各2時間に1本程度の運行となっており、それ以外は愛知教育大前行きとなっている。平日朝夕は知立駅からトヨタ車体前または愛知教育大前までノンストップ（1本のみトヨタ車体前停車）の快速便が運行される（大学休校日運休）。愛知教育大学でオープンキャンパスなどのイベントが行われる場合も快速便が臨時に追加運行されることがある。
トヨタ車体前行きの快速便は折り返して知立駅行きとなるため、平日朝の7～8時台の知立駅行きは8～9本と非常に多い。
朝のノンストップ快速便は都合上、通常便を追い越すことがある。

前身は富士松線のB線で、1966年に愛教大が現在地に移転開始する事になり、立ち寄るようになった。後述するA線が廃止後も路線名称変更と日進駅・三好アイモール延長以外はあまり変化無く運行されている。
2021年4月1日より、日進駅発着の【23】系統が早朝発便を除きららぽーと愛知東郷に乗り入れるようになり、【25】が新設された。

### 刈谷・愛教大線
- 【29】刈谷駅 - 刈谷総合運動公園 - 富士松駅 - 愛知教育大前

2007年に新設された路線。愛知県道282号今川刈谷停車場線・愛知県道289号富士松停車場線を経由して刈谷駅と刈谷市北部・愛知教育大学方面とを結ぶ。
平日朝夕は30分に1本程度運行されているが、そのほかの時間は極端に運行本数が少ない。なお、愛知教育大学の授業の時間割や、富士松駅の鉄道ダイヤなどを考慮しているため、ダイヤが不規則である。
利用客が少なく赤字が大きいため、刈谷市が毎年1000万円を超える赤字を補填している。
かつて、愛教大線の前身、富士松線のA線は刈谷駅から刈谷市駅に一旦寄って泉田・富士松駅・東境経由で三好に向かっていたが、平成に入る頃にはすでに廃止されていた。経路こそ違うが復活した路線である。

### 豊明団地線
- 【30】前後駅 - 二村台四丁目 - 豊明団地 - 唐竹公園 - 前後駅（循環）
- 【31】前後駅 - 豊明団地 - 勅使台
- 【32】前後駅 - 豊明団地 - 勅使台 - 藤田医科大学病院
- 【33】前後駅 - 豊明団地 - 藤田医科大学病院
- 【34】前後駅 - 豊明団地 - 藤田医科大学病院 - 地下鉄徳重
- 【35】前後駅 - 豊明団地 - 藤田医科大学病院 - 地下鉄徳重 - 白土南 - 音貝小学校前 - 東白土  - 赤池駅

前後駅と豊明団地、藤田医科大学病院、地下鉄徳重方面とを結ぶ路線で1971年に前後 - 豊明団地が開通。藤田医科大学病院までは日中毎時3 - 4本程度の運行で、うち勅使台経由が1本、地下鉄徳重行と赤池駅行が2時間あたり1本ずつ交互に運行されている。平日夜間は藤田医科大学病院ゆきの一部が地下鉄徳重・赤池駅方面へ延長となる。藤田医科大学病院以北は2011年の地下鉄徳重開業に併せて区間延長された。地下鉄徳重付近の区間便は事実上名古屋市営バスの単独運行であるため名鉄バスによるそのような区間便は設定されていない。藤田医科大学（病院）で入学式などのイベント開催時は前後駅 - 藤田医科大学病院で臨時増発されることがある（愛教大線とは異なり、快速便はない）。平日朝夕と土曜朝の増発は前後駅 - 藤田医科大学病院でのみ行われ、地下鉄徳重方面への通し運行は増発されず終日毎時1 - 2本である（藤田医科大学病院以北は市バスを増発して対応。2021年以降は藤田医科大学へのスクールバスが運行されているため増発は減っている）。
藤田医科大学病院 - 地下鉄徳重 - 白土南は名古屋市営バス（〔徳重13〕〔徳重12〕〔平針11〕）と一部を除き経路が重複しており、停車停留所も同じであるが、共同運行ではないため名鉄バスの定期券で市バスに乗車すること（またはその逆）はできない（運賃は市バスに合わせてあり大人210円、小人100円で乗車できる。運賃に関しては荒池 - 赤池駅も同様）。2013年4月に横吹付近の新道が開通したが、市バスとは異なり大清水を経由せず従来通り（愛知県道220号阿野名古屋線を諸ノ木口から平手付近までそのまま直進する）の経路となっている。
2010年から2019年3月までは文化会館経由の系統も運行されていた。日中のみ毎時1本の運行で、豊明団地経由と違い所要時間が長かった。
豊明団地循環の前後駅行は朝夕のみの運行で、夜間の数本は前後駅へ戻らず唐竹公園が終点となる。
途中の唐竹公園停留所は前後駅ゆきのみ経由する。
【35】の全区間通しの所要時間は祐福寺線より長い。また、利用客が多く渋滞時の遅延を考慮して藤田医科大学病院停留所での停車時間を長めにとってある（【34】も同様）。
2017年10月1日より経路変更が行われ地下鉄徳重方面の東白土停留所、音貝小学校前停留所、半ノ木公園停留所、相生山病院北停留所が新たに新設され、涼松停留所は9月30日をもって廃止された。また、同日より前後停留所の名称が前後駅停留所に変更された。このとき赤池駅発着便が一部地下鉄徳重止まりとなった。
2018年10月1日より藤田保健衛生大学病院停留所は、施設名称変更に伴い、藤田医科大学病院停留所に変更となった。
2019年3月31日限りで文化会館経由を廃止し再び豊明団地経由に一本化された（勅使台経由と藤田医科大学病院乗り入れは継続）。
2020年4月1日より藤田医科大学病院を越えて地下鉄徳重方面へ直通する便が毎時1本（平日夜間は毎時2本）に減便となった。また藤田医科大学病院以北は利用客が非常に少ないため、市バスの運行がない時間帯に設定が変更された。
2020年6月15日より、名鉄バスを補完するため前後駅と藤田医科大学（病院には行かない）を結ぶ大学関係者専用の無料スクールバスも運行されている。このバスは前後駅から藤田医科大学病院までの通勤（通学）定期券を所有していないと乗車できない。2021年10月よりスクールバスはTC交通委託に変更され、同時に有料（100円程度）となった。
敬老パス・福祉特別乗車券は、藤田医科大学病院 - 地下鉄徳重 - 白土南および名古屋市内の停留所である名鉄白土・荒池で利用できる。

### 吉池団地線
- 【40】前後駅 - 豊明市役所 - 吉池団地 - 中央公園 - 前後駅（循環）

前後駅から豊明中学校前までは豊明団地線と同じ経路をたどり、そこから分岐して豊明市の中心部にある市役所ややや東部に位置する住宅地へ向かう路線。
運行本数は毎時1 - 2本程度。朝夕はごくわずかに区間便もあり、前後駅行は総合福祉会館発、前後駅発は中央公園止まりとなっている。
この系統は2001年までは豊明線の支線で豊明駅（停留所名は豊明）発着であり、完全に毎時2本運行されていたが、利用者は少なく年々減便されている。吉池団地循環に変更後は、中型バスで運行されている。豊明駅発着の頃には大久伝止まりの区間便が存在したことがある。
前身の豊明線は日進駅 - 祐福寺 - 豊明市役所 - 前後、前後 - 豊明市役所 - 豊明、前後 - 三崎町 - 大府駅前の3系統から構成されていたが、大府駅系統が2000年に廃止、2001年にこの項の豊明系統が吉池団地線に、日進駅系統が祐福寺線になり姿を消した。豊明線をさらに遡ると刈谷から愛知県道57号線沿いに大府・豊明・岩崎・岩作経由で瀬戸まで至る長大路線であった。
毎年11月第1日曜日は豊明秋まつりが開催されるため、豊明市役所 - 総合福祉会館で迂回運行を行う。

### 祐福寺線
- 【45】前後駅 - 豊明市役所 - 祐福寺 - 東白土 - 赤池駅
- 【46】祐福寺 - 東白土 - 赤池駅
- 【47】祐福寺 - 音貝小学校前 - 春木白土 - 箕ノ手中央 - 赤池駅

前後駅と赤池駅の間を愛知県道57号瀬戸大府東海線、愛知県道56号名古屋岡崎線経由で結ぶ。吉池団地線とは異なり、豊明中学校前を経由せず三崎町（愛知県道237号新田名古屋線）を経由する。
この系統のうち前後駅発着便は2001年までは祐福寺交差点を直進し、前後駅から日進駅まで結んでいた（祐福寺 - 日進駅は知立駅発着の愛教大線と同経路）。当時は毎時1本程度の運行であったが減便の上祐福寺発着便と統合された。
日中は祐福寺 - 東白土 - 赤池駅で毎時1 - 2本程度運行されており、土休日は2時間に1本程度（1日7往復）が前後駅発着となっている。2019年4月の改正より平日の運行本数が更に削減され、前後駅発着便は朝と夕方の計4往復のみとなった。
祐福寺発着便は元は豊田営業所の担当路線で、前後駅 - 赤池駅間の系統ができたときに知立営業所に移管された。
全区間通しの所要時間は豊明団地線より短い。前後駅では豊明団地線とは乗り場が異なる。
元を辿れば名鉄バスセンターから祐福寺、若林経由で東岡崎まで運行されていた名岡線である。名古屋側は地下鉄鶴舞線開通に伴い1977年に八事まで、その後平針、赤池駅と段階的に短縮、東側は系統分断されて三好車庫前に短縮されたのち、2001年より日進駅 - 祐福寺 - 前後で運行されていた豊明線の祐福寺以南を取り込む形で前後を発着するようになり現在に至っている。東岡崎側は現在岡崎線としてフタバ産業前までの運行となっている。
2020年4月1日より、箕ノ手地区を経由する新線が新設された。新線の新設に伴い、春木白土、箕ノ手中央、箕ノ手西の停留所が新設された。こちらは平日7往復、土休日5往復のみの運行。
敬老パス・福祉特別乗車券は、名古屋市内の停留所である名鉄白土・荒池のみ利用できる。

### 鳴海線
- 【55】鳴海駅 - 成海神社 - 鳴海製陶前 - 鹿山 - 滝ノ水口 - 鳴子みどりヶ丘

鳴海線は、
A線・瀬戸公園 - 岩作 - 島田 - 野並 - 鳴海駅前 - 大高駅前 - 名和
B線・鳴海駅前 - 池上 - 鳴子住宅
C線・神宮前 - 野並 - 鳴子住宅
の3系統で構成されていたが、培養線的なBC線が残り、一時期は鳴海駅前から地下鉄原までの運行であったが、平針運転免許試験場循環となったのち、現在は鳴子みどりヶ丘までの運行となった。
午前日中は概ね、毎時1本運行されている。名古屋市営バスと一部経路が重複する区間もあるが、市バスとは停車停留所が異なる。地下鉄徳重を経由する路線と同様に、こちらも共同運行ではない。また、地下鉄には接続しない。名古屋市内で完結する路線ではあるが、均一運賃にはなっていない。
2018年1月より2021年春頃まで愛知県運転免許試験場の建て替え工事に併せて一般駐車場が閉鎖されることに伴い、鳴子みどりヶ丘止まりとなっていた6本が2017年11月より平針運転免許試験場まで区間延長されていた（市バスとは異なり試験場の敷地内には乗り入れない。試験場閉庁日の土曜・休日も延長される）。
2018年4月より、鳴海駅前停留所、大根荘停留所、白山停留所の名称が、鳴海駅停留所、おおね荘停留所、成海神社停留所にそれぞれ変更された。おおね荘停留所の名称は、すでに名古屋市営バスのおおね荘停留所が漢字表記から現在の表記に変更されており、これに合わせる形となった。
2020年12月15日より、平日深夜に鳴子みどりヶ丘から鹿山、鳴海製陶前を経由して鳴海駅へ向かう支線【55】が追加された。片道1便のみの運行で、他系統とは異なり池上や緑市民病院は経由しない。
2021年6月1日より鳴子住宅、平針運転免許試験場方面の【50】【51】と神沢中学校方面の【56】が廃止され、支線であった鳴海製陶前、鹿山を経由して鳴子みどりヶ丘を結ぶ【55】のみとなった。
全区間で敬老パスと福祉特別乗車券が利用できる。

### 鳴海大高線
- 【59】鳴海駅 - 緑区役所 - 大高緑地西 - イオンモール大高

もともとこの路線は、イオンモール大高シャトルバスとして運行されていたが2017年より路線系統化された。
2016年10月1日より新たに大高緑地西停留所が新設された。
2018年4月より鳴海駅前停留所の名称が鳴海駅停留所に変更された。
2018年10月1日より新たに緑区役所停留所が新設された。
大高緑地西からイオンモール大高までの間で短距離ではあるが愛知県道50号線を通る。この道はかつて名古屋から武豊大足・碧南・刈谷に向かう名鉄バスが通った道である。
毎時2本の運行。鳴海駅とイオンモール大高を結ぶ系統は他に市バスの鳴海11と鳴海12があるが、本路線の方が圧倒的に本数が多く、利用客も多い。また停留所が少ないために所要時間も短い。
全区間で敬老パスと福祉特別乗車券が利用できる。

### 安城線
- 【81】名鉄新安城駅 - 池浦 - JR安城駅
- 【82】名鉄新安城駅 - 池浦 - JR安城駅 - 安城更生病院（平日）
- 【83】名鉄新安城駅 - 池浦 - JR安城駅 - 安城更生病院 - デンパーク（土休日）

新安城駅からJR安城駅を経由して安城更生病院まで結んでいる。
元は岡崎営業所が名鉄東部観光バスに管理委託をしていた路線で、名鉄観光バス発足時に名鉄バス東部へ移管せず、当営業所に移管された。
ほぼ毎時2本運行されており、ごく一部の便がJR安城駅止まりとなっている。
安城線はかつて新安城 - 安城駅前で2系統あり、現行の池浦経由と西寄りの篠目経由で結び、池浦経由の一部の便が安城高校・デンパーク経由で南の東端まで運行していた。2002年5月に安城更生病院が御幸本町から現在の東広畔に移転したため、安城駅前折り返し便を延長する形で新しい安城更生病院に乗り入れるようになった。同じ年の10月に安城駅前 - 東端が廃止となり、ここで一旦デンパークへの路線は消滅、更に11月には支線の新安城 - 豊臣工機前が廃止。2004年には篠目経由が廃止となり池浦経由のみとなった。2018年10月6日（実際の改正日は10月1日）より、土休日のみ一部便がデンパークへ区間延長され、経由こそ違うがデンパークへの乗り入れが復活することとなった。
なお、前身の今村線時代には北は若林経由でトヨタ本社前、南西は碧南・北新川まで運行されており、安城線は安城駅前 - 篠目 - 八ツ田 - 知立間で運行されていた路線が名乗っていた。

### コミュニティバス
- 知立市コミュニティバス （ミニバス）
  - 1コース（グリーンコース）知立駅 → 宝町 → 逢妻町公民館 → 知立駅 → 知立幼稚園 → 富士病院 → 牛田駅北 → 市役所 → 中町 → 知立駅
  - 2コース（パープルコース）知立駅 → 三河八橋駅 → 富士病院 → 牛田駅北 → 福祉の里八ツ田 → 市役所南 → 文化会館（第1便と休館日は文化会館入口で代替） → 福祉体育館南 → 秋田病院 → 知立駅
  - 3コース（オレンジコース）知立駅 → 市役所 → 福祉の里八ツ田 → 新林 → 東刈谷駅北口 → 宝土 → 福祉の里八ツ田 → 遍照院 → 知立駅（弘法命日は平草→知立駅で迂回運転）
  - 4コース（ブルーコース）知立駅 → 秋田病院 → 文化会館（第1便、第2便と休館日は文化会館入口で代替） → 上重原町公民館 → 野田新町駅北口 → ウォーターパレスＫＣ → 市役所南 → 秋田病院 → 知立駅
  - 5コース（イエローコース）知立駅 → 秋田病院 → 市役所 → 牛田駅南 → 知立団地高根 → 牛田駅南 → 市役所南 → 秋田病院 → 知立駅
- 刈谷市公共施設連絡バス（かりまる）
  - 1系統・東境線（刈谷市役所 - 刈谷駅南口 - 刈谷豊田総合病院 - 刈谷駅北口　- 一ツ木町一本木 - 刈谷ハイウェイオアシス - 洲原温水プール）
  - 2系統・西境線（刈谷市役所 - 刈谷駅南口 - 刈谷豊田総合病院 - 刈谷駅北口　-  総合運動公園 -　富士松駅 - 今岡市民館 - 刈谷ハイウェイオアシス）
  - 3系統・一ツ木線（刈谷市駅 - 刈谷市役所- 刈谷駅南口 - 刈谷豊田総合病院 - 刈谷駅北口 - 一ツ木駅南 - 総合運動公園）
- 安城市あんくるバス
  - 0番・循環線左回り（安城更生病院 → 南安城駅 → JR安城駅 → 市役所 → 教育センター → 安城警察署 → 総合福祉センター → 安城更生病院）
  - 0番・循環線右回り（安城更生病院 → 総合福祉センター → 安城警察署 → 教育センター → 市役所・文化センター → JR安城駅 → 南安城駅 → 安城更生病院）
  - 6番・西部線（新安城駅南口 → 作野福祉センター → 三河安城駅北口 → 東刈谷駅北口 → 三河安城駅中央口 → JR安城駅 → 農林高校前 → 篠目公園 → 八千代病院 → 新安城駅南口）
  - 7番・作野線（新安城駅南口 → 八千代病院 → 篠目公園 → 農林高校前 → JR安城駅 → 三河安城駅中央口 → 東刈谷駅北口 → 三河安城駅北口 → 作野福祉センター → 新安城駅南口）
- 豊明市公共施設巡回バス（ひまわりバス）
  - 中央循環コース（赤ルート）　豊明市役所 → 文化会館 → 藤田医科大学病院 → 文化会館 → 前後駅 → 豊明市役所 → 豊明駅 → 豊明市役所
    - 藤田医科大学病院と豊明駅は経由しない便がある

  - 中央循環コース（青ルート）　豊明市役所 → 前後駅 → 文化会館 → 藤田医科大学病院 → 文化会館 → 豊明市役所 → 豊明駅 → 豊明市役所
    - 藤田医科大学病院と豊明駅は経由しない便がある

  - 南部循環コース（緑ルート）　前後駅 → 落合公園 → 桶狭間古戦場伝説地 → 大根公民館 → 前後駅
  - 南部循環コース（紫ルート）　前後駅 → 大根公民館 → 桶狭間古戦場伝説地 → 落合公園 → 前後駅
- 高岡ふれあいバス
  - 2コース（豊栄交通と共同運行）　知立駅 - 高岡公園 - ハイウェイオアシス東 - 代官橋 - 堤本町 - 上丘町
    - 1コース（明知下公民館 - 高岡公園 - 若林駅西）は豊田交通が運行

### 三河三弘法臨時バス
- 弘法前（遍照院）- 知立駅

三河三弘法の遍照院・密蔵院・西福寺のうち、知立駅から遍照院を結ぶ路線で弘法大師（空海）の月命日にあたる旧暦の毎月21日に運行される。 かつては三弘法を全て結ぶ弘法前（遍照院）- 知立駅 - 一里山（密蔵院） - 一ツ木（西福寺）という経路で運行されていたが、2021年より短縮された。

## 廃止路線
- 知立・刈谷 - 中部国際空港

名鉄バスのみ運行から撤退。路線は存続しており、現在は知多乗合の単独運行である。
- 知立・刈谷・大府・元塩町・大江 - 長島温泉

- 知立 - 上平地 - 高岡中学校前 - 小山
- 知立 - 上平地 - 堤
- 知立 - 高岡寮前 - 堤
- 知立 - 中田 - 西岡町 - 高岡寮前 - 中田 - 知立

- 知立 - 野田 - 刈谷駅南
- 刈谷駅南 - 犬ヶ坪 - 刈谷駅南
- 刈谷駅 - 富士松駅 - 三好

2007年に一部ルートを変更して刈谷駅 - 富士松駅 - 愛教大間は復活
- 知立 - 秋田病院前 - 知立市役所 - 知立団地
- 知立 - 東知立 - 知立市役所 - 知立団地
- 知立 - 富士病院前 - 知立団地

以上の3路線は名鉄東部観光バス（現名鉄バス）豊田営業所へ運行委託されていた。2008年4月1日に廃止され、それ以後は知立市コミュニティバスによって運行されている。
- 【10】(快速) 知立駅 - トヨタ車体前

- 前後 - 豊明市役所 - 豊明

2001年に一部区間を廃止、吉池団地循環に系統変更
- 前後 - 祐福寺 - 日進駅

2001年に一部区間を運行中止、前後 - 赤池駅に系統変更
- 前後 - 三崎小学校 - 文化会館 - 勅使台

1997年に運行休止。2010年に一部ルートを変更して文化会館経由を復活、藤田保健衛生大学病院まで延長
- 前後駅 - センター前 - 文化会館 - 勅使台 - 藤田医科大学病院

上記のとおり2010年に復活した文化会館経由の系統。2019年に廃止、豊明団地経由に変更
- 大府駅前 - 横根 - 日進木材前 - 前後

2000年に廃止。現在は経路を変更し、大府市ふれあいバスが両駅間を連絡
- 大府駅前 - 中部病院 - あいち健康プラザ - 大府駅前

現在は始発を大府駅西に変更の上、知多乗合が運行
- 知立 - 横根 - 大府駅前 - 中京女子大前 - 有松駅前

現在は名古屋市内の区間のみを名古屋市営バスが、大府市内の一部区間を大府市ふれあいバスが運行
- 有松駅前 - 鳴海住宅 - 有松駅前

2005年に廃止。2011年に名古屋市営バスがほぼ同区間（徳重14）の運行を開始
- 有松駅前 - 敷田北 - 大清水

2004年に廃止。現在は一部区間を名古屋市営バスが運行
- 鳴海駅前 - 鳴子みどりヶ丘 - 地下鉄原

2001年に一部区間を廃止、平針運転免許試験場行きに系統変更
- 鳴子みどりヶ丘 - 野並 - 神宮前

2001年に廃止。後に野並以西が名古屋市営バスの区間（神宮13）として復活したがこれも2011年に廃止
- 【50】鳴海駅 - 成海神社 - 池上 - 鳴子住宅 - 鳴子みどりヶ丘
- 【51】鳴海駅 - 成海神社 - 池上 - 鳴子住宅 - 鳴子みどりヶ丘 - ほら貝 - 天白消防署 - 平針運転免許試験場 - 島田住宅 - ほら貝 - 鳴子みどりヶ丘 - 鳴子住宅 - 池上 - 成海神社 - 鳴海駅（循環）
- 【56】鳴海駅 - 緑市民病院 - 滝ノ水口 - 神沢中学校 - 滝ノ水口 - 緑市民病院 - 鳴海駅（循環）
  - 2021年6月1日ダイヤ改正で廃止[5]

- あんくるバス桜井線 藤井西 - 古井駅 - 安城更生病院 - JR安城駅 - 藤井西
- あんくるバス市街地線 川島 - 南安城駅 - 安城駅 - 安城更生病院 - 安城警察署 - 市役所・文化センター - 川島

当社で安城市から受託していた路線は、この2路線のみであった。（市街地線は2005年9月まで、桜井線は2009年9月まで運行）
- 刈谷市公共施設連絡バス西境線　ひまわり - 刈谷駅北口 - 富士松駅 - 刈谷ハイウェイオアシス - 洲原温水プール

路線開設当初は全便（5往復）だったが、8往復への増発後は4往復のみの担当になった。2012年2月の改正で運行事業者が変わり、全面撤退となったが2019年4月1日の再編で刈谷市役所 - 刈谷駅南口 - 刈谷豊田総合病院 - 刈谷駅北口 - 総合運動公園 - 富士松駅 - 刈谷ハイウェイオアシス の運行となり復活。

## 過去の所管路線
岡崎・安城線
- 【51】（2020年4月1日から【30】）名鉄東岡崎駅 - 康生町 - 矢作橋 - 大岡 - JR安城駅

2017年9月30日まで岡崎営業所の管轄だった路線で、2017年10月1日から2019年3月31日まで当営業所が管轄し、2019年4月1日から再び岡崎営業所の管轄に戻った。当路線は岡崎営業所から当営業所へ移管された当時、岡崎市まで運行する唯一の一般路線だった。
イオンモール熱田シャトルバス
- 金山駅 - イオンモール熱田（無料、毎日運行　名古屋中央営業所との共同運行で土休日のみ担当）

2020年3月31日をもって運行を終了し、4月1日から名阪近鉄バスへ移管された。車両は中型バスが使用されていた。
名阪近鉄バスへの移管後も立ち乗りは可能だが定員（46人）を超える乗車はできない。詳細は「無料シャトルバスのご案内」を参照。
イオンモール熱田巡回バス
- イオンモール熱田 → 旗屋小学校 → 名古屋学院大学 → 神宮前駅 → イオンモール熱田（無料、毎日運行）

2020年6月30日をもって運行を終了し、7月1日からレスクルへ移管された。車両は小型バスが使用されていた。
レスクルへの移管後も立ち乗りは可能だが定員（26人）を超える乗車はできない。また、イオンモール熱田を含まない区間の乗車はできない。詳細は「無料シャトルバスのご案内」を参照。

## 車両
沿線に大学、団地、病院などの優良路線があるためか比較的新造車の導入が多い。また旧鳴海管理所・知立営業所共に長尺車が在籍していたり、2000年代頃までは入口4枚折戸車が多く在籍していたのも特徴である。路線毎にも車両を使い分けており、例えば前後駅を発着するバスはほとんどがノンステップバスである。
2010年4月に日野ブルーリボンシティハイブリッドが導入されたが、2010年9月中旬に豊田営業所へ全車転属となった。その後一宮営業所からノンステップバスが転属、2011年1月にエアロスターエコハイブリッドが2台転属してきたが、置き換えで廃車となった。
2011年3月以降も新車が導入され、ノンステップバスが増えている。その影響で前後地区だけでなく知立地区でもノンステップバスを頻繁に見るようになった。また、2012年4月には名鉄バス初導入となる、日野・ブルーリボンⅡノンステップバスが導入された。
主な車種
- 三菱ふそう・エアロスター
- 三菱ふそう・エアロミディMK
- 日野・ブルーリボンシティ
- 日野・ブルーリボンⅡ
- 日野・レインボー
- BYD・J6